# Michael Obafemi
Michael Oluwadurotimi Obafemi (Dublin, 6 juli 2000) is een Iers voetballer die doorgaans als aanvaller speelt. Hij verruilde Swansea City in juli 2023 voor Burnley, dat hem het voorgaande halfjaar al huurde. Obafemi debuteerde in 2018 in het Iers voetbalelftal.

## Clubcarrière
Obafemi werd geboren in Ierland als zoon van Nigeriaanse ouders. Zij emigreerden toen hij nog een kind was met hem naar Engeland. Hier speelde hij in de jeugdopleidingen van Chelsea, Arsenal, Watford en Leyton Orient en vanaf 2016 in die van Southampton. Obafemi debuteerde op 21 januari 2018 in het eerste elftal van Southampton. Hij kwam toen in de 82e minuut het veld in tijdens een wedstrijd in de Premier League tegen Tottenham Hotspur (1–1). Obafemi was toen 17 jaar en 199 dagen. Dit maakte hem de op een na jongste debutant ooit voor Southampton. Alleen Luke Shaw (17 jaar en 116 dagen) was jonger.
Het lukte Obafemi bij Southampton nooit om door te breken. Verschillende langdurige blessures hielpen daar ook niet bij. Hij verruilde de club in augustus 2021 voor Swansea City en ging het zo een treetje lager proberen, in de Championship. Hier overtuigde hij coach Russell Martin er binnen een halfjaar van om hem te promoveren van invaller tot basisspeler. Hij scoorde in de tweede speelhelft van 2021/22 elf keer in drie maanden. Burnley wilde hem daarop graag overnemen, maar Swansea City weigerde om hem te laten gaan. In de winterstop van 2022/23 kwam het alsnog tot een overgang, eerst op huurbasis en in juli 2023 definitief. Die club verhuurde hem in januari 2024 voor de rest van het seizoen aan Millwall en in augustus 2024 aan Plymouth Argyle.

## Clubstatistieken
| Seizoen     | Club              | Competitie       | Competitie | Competitie | Competitie | Beker | Beker | Beker | Europa | Europa | Europa | Totaal | Totaal | Totaal |
| Seizoen     | Club              | Competitie       | Wed.       | Dlp.       | Ass.       | Wed.  | Dlp.  | Ass.  | Wed.   | Dlp.   | Ass.   | Wed.   | Dlp.   | Ass.   |
| ----------- | ----------------- | ---------------- | ---------- | ---------- | ---------- | ----- | ----- | ----- | ------ | ------ | ------ | ------ | ------ | ------ |
| 2017/18     | Southampton       | Premier League   | 1          | 0          | 0          | 0     | 0     | 0     | —      | —      | —      | 1      | 0      | 0      |
| 2018/19     | Southampton       | Premier League   | 6          | 1          | 1          | 1     | 0     | 0     | —      | —      | —      | 7      | 1      | 1      |
| 2019/20     | Southampton       | Premier League   | 21         | 3          | 2          | 4     | 1     | 1     | —      | —      | —      | 25     | 4      | 3      |
| 2020/21     | Southampton       | Premier League   | 4          | 0          | 0          | 1     | 0     | 0     | —      | —      | —      | 5      | 0      | 0      |
| 2021/22     | Southampton       | Premier League   | 0          | 0          | 0          | 1     | 0     | 0     | —      | —      | —      | 1      | 0      | 0      |
| Club Totaal | Club Totaal       | Club Totaal      | 32         | 4          | 3          | 7     | 1     | 1     | 0      | 0      | 0      | 39     | 5      | 4      |
| 2021/22     | Swansea City      | EFL Championship | 32         | 12         | 3          | 1     | 0     | 0     | —      | —      | —      | 33     | 12     | 3      |
| 2022/23     | Swansea City      | EFL Championship | 19         | 3          | 1          | 2     | 0     | 0     | —      | —      | —      | 21     | 3      | 1      |
| Club Totaal | Club Totaal       | Club Totaal      | 51         | 15         | 4          | 3     | 0     | 0     | 0      | 0      | 0      | 54     | 15     | 4      |
| 2022/23     | → Burnley         | EFL Championship | 12         | 2          | 1          | 2     | 0     | 0     | —      | —      | —      | 14     | 2      | 1      |
| 2023/24     | Burnley           | Premier League   | 2          | 0          | 0          | 0     | 0     | 0     | —      | —      | —      | 2      | 0      | 0      |
| Club Totaal | Club Totaal       | Club Totaal      | 14         | 2          | 1          | 2     | 0     | 0     | 0      | 0      | 0      | 16     | 2      | 1      |
| 2023/24     | → Millwall        | EFL Championship | 14         | 2          | 0          | 0     | 0     | 0     | —      | —      | —      | 14     | 2      | 0      |
| Club Totaal | Club Totaal       | Club Totaal      | 14         | 2          | 0          | 0     | 0     | 0     | 0      | 0      | 0      | 14     | 2      | 0      |
| 2024/25     | → Plymouth Argyle | EFL Championship | 21         | 2          | 0          | 2     | 0     | 0     | —      | —      | —      | 23     | 2      | 0      |
| Club Totaal | Club Totaal       | Club Totaal      | 21         | 2          | 0          | 2     | 0     | 0     | 0      | 0      | 0      | 23     | 2      | 0      |
| TOTAAL      | TOTAAL            | TOTAAL           | 132        | 25         | 8          | 14    | 1     | 1     | 0      | 0      | 0      | 146    | 26     | 9      |

## Interlandcarrière
Obafemi debuteerde op 19 november 2018 in het Iers voetbalelftal. Bondscoach Martin O'Neill liet hem in een interland tegen Denemarken tien minuten voor tijd Callum O'Dowda vervangen. De wedstrijd eindigde in 0–0. Obafemi moest daarna tot juni 2022 wachten tot hij opnieuw werd geselecteerd, deze keer door bondscoach Stephen Kenny. Die haalde hem bij de ploeg voor een aantal wedstrijden in de UEFA Nations League. Obafemi maakte op 11 juni 2022 zijn eerste doelpunt voor het nationale team. Hij schoot Ierland toen op 3–0 tijdens een met diezelfde cijfers gewonnen interland tegen Schotland.